# 若瑟·類思·拉昆薩·馬埃斯特羅胡安
若瑟·類思·拉昆薩·馬埃斯特羅胡安（西班牙語：José Luis Lacunza Maestrojuán；1944年2月24日—）是西班牙及巴拿馬籍天主教司鐸級樞機、重整奧斯定會會士及現任戴維教區主教。

## 生平
馬埃斯特羅胡安於1939年10月14日在西班牙北部納瓦拉自治區的首府潘普洛納出生。他被接納加入在薩拉戈薩阿爾鐵達的聖若瑟修院就讀。隨後他被送往索斯德爾雷卡托利科的大學進修。他於1969年7月13日晉鐸。
1986年1月18日晉牧，被時任教宗若望·保祿二世任命為巴拿馬城總教區輔理主教，領Parthenia領銜教區主教銜。1994年至1999年期間，擔任奇特雷教區主教。直到1999年7月2日，馬埃斯特羅胡安接替成為戴維教區正權主教。
2015年1月4日，被時任教宗方濟各在三鐘經祈禱活動結束之際，宣佈為樞機。並且，於隔月14日與教宗舉行共祭彌撒大典，並被擢升為司鐸級樞機，領羅馬聖若瑟·古白定堂區司鐸銜。

## 牧徽

若瑟·類思·拉昆薩·馬埃斯特羅胡安樞機牧徽